# 慣習
慣習（かんしゅう、英: Custom / Convention）は、ある社会において広く繰り返し行われる習慣的行動様式が慣習である。
個人が繰り返す特定の行動様式は習慣といわれるが、これに対して、ある社会で広く繰り返し行われる習慣的行動様式が慣習である。すなわち、ある社会の人々の多くが共通して行っている習慣行動が慣習である。
法やモーレスとの違い、重なる部分
社会規範という概念を法、モーレス、慣習の3種に分類する方法があるが、慣習は法ほど組織化されておらず、行動様式に伴う価値原理と社会的制裁（サンクション）もモーレスほど確立していない。
慣習というものをどう見なすかについて、各分野で見解が異なる。法解釈学では法を国家的規範に限るので慣習を法にあらずとするが、法社会学や法人類学では慣習の中に法的なものとそうでないものとがあると認めてそれらを区別する。慣習とモーレスは多様で、両者の差は不鮮明である。それでも概括する程度ならば、慣習をモーレスや法から区別することは可能である。